# Yehuda Elberg
 (mars 2013).
Yehuda Elberg né le 15 mai 1912 à Zgierz et mort en 2003, est un rabbin et écrivain polonais.

## Biographie
Yehuda Elberg est né le 15 mai 1912 à Zgierz, une petite bourgade près de Łódź alors dans l'Empire russe et aujourd'hui en Pologne. Il est issu d'une famille de rabbins célèbres. Son père est rabbin, sa mère est fille de rabbin. Il reçoit donc tout naturellement une éducation religieuse.
Il fait des études d'ingénieur textile à Łódź où il travaille jusqu'à la guerre. Rabbin et érudit lui-même, il publie son premier texte, une nouvelle, en 1932 dans le journal en yiddish Nayer Folksblat. Il continue à publier toute sa vie dans des journaux en yiddish du monde entier. En 1940, il est enfermé dans le ghetto de Varsovie. Résistant, il participe à l'insurrection du ghetto de Varsovie au printemps 1943. Rescapé de l'insurrection, il rejoint ensuite les forêts autour de Varsovie pour combattre. En 1944, il participe à la fondation de premier comité juif à Lublin, une des premières villes libérée par l'Armée rouge.
Après la guerre, il joue un rôle important dans la renaissance de la communauté juive, participant à la création d'une agence de presse juive polonaise, d'une commission historique d'un journal en yiddish à Łódź, Dos naye Leben. Il devient le correspondant de journaux juifs à Tel-Aviv et à New-York. Il parle de la vie juive en Pologne avant la Shoah, pendant et après, notamment des difficultés à refaire sa vie. En 1946, il quitte la Pologne et s'installe à Paris. Il travaille pour le journal en yiddish Kiyum.
En 1948, il se rend à New-York comme délégué du premier congrès mondial de la culture juive. Il s'installe à Montréal en 1956. Il publie Oyfn shpits foun a mast (Au sommet d’un mât) en 1974, qui lui vaut en 1975, le prix Jacob-Isaac Segal décerné par la Bibliothèque publique juive. En 1976, il fait paraître Tsevorfene zangen (Épis dispersés), recueil de nouvelles rédigé durant l’Holocauste récompensé par le prix Itzik Manger en Israël. Son dernier roman, est Kalman kalikes imperye (L'Empire de Kalman, l'infirme) en 1983.
Il est mort en 2003. Son œuvre est très connue dans le monde de culture yiddish. Pour Elie Wiesel, elle « sans doute tiendra sa place parmi les plus importantes contributions à la littérature de l’Holocauste ». Elle commence à être traduite en anglais, en espagnol et en français mais uniquement pour un roman, L'Empire de Kalman l'infirme, publiée en 2001 aux éditions Actes Sud.

## Œuvres
- Unter kuperne himlen, Tsentral Farband fun Poylishe Yidn in Argentina, 1951
- Oyfn shpits foun a mast (Au sommet d’un mât), 1974
- L'Empire de Kalman l'infirme, Actes Sud, 2001
- The Ship of the Hunted, Syracuse University Press, Syracuse, 1997